# Floscopa rivularioides
Floscopa rivularioides är en himmelsblomsväxtart som beskrevs av Thore Christian Elias Fries. Floscopa rivularioides ingår i släktet Floscopa och familjen himmelsblomsväxter.
Artens utbredningsområde är Zimbabwe. Inga underarter finns listade.